# Ciné+ OCS
Pour les articles homonymes, voir OCS (bouquet).
 (décembre 2017).
Ciné+ OCS, initialement Orange Ciné Séries et CinéCinémas puis intitulé CinéCinéma et Ciné+, est une offre payante de chaînes de télévision thématiques françaises à dominante cinéma créée en 2007 par le groupe de télécommunications Orange. Chacune des chaînes du bouquet est thématisée puis regroupée par catégorie de films. Le bouquet OCS créé par le groupe de télécommunications Orange fasant suite au bouquet TPS acquis en 2007 par son concurrent groupe Canal+, lequel acquiert en 2023, la totalité des chaînes OCS.

## Historique
Le 7 janvier 1991[source insuffisante], Canal+ lance sur le câble une chaîne cinéma, nommée CinéCinémas distribuée en 1992 sur Canalsatellite puis par câble.
En 1996 avec le lancement de l'offre numérique satellite et câble, deux chaînes sont disponibles : CinéCinémas Prime et CinéCinémas Seconde.
Le 14 septembre 2002, le bouquet est renommé CinéCinéma et est composé de six chaînes : CinéCinéma Premier, CinéCinéma Émotion, CinéCinéma Frisson, CinéCinéma Auteur, CinéCinéma Succès et CinéCinéma Classic. Le 17 mai 2011, les chaînes modifient leur nom pour rajouter un lien avec la chaîne « mère » du groupe, Canal+. Dès lors, les chaînes deviennent : Ciné+ Premier, Ciné+ Frisson, Ciné+ Émotion, Ciné+ Famiz, Ciné+ Star, Ciné+ Club et Ciné+ Classic. En 2018, le bouquet lance 6 chaînes disponibles uniquement sur les services à la demande[réf. nécessaire].
Le 3 juillet 2024, après l'acquisition de son concurrent OCS, le bouquet est renommé Ciné+ OCS. De ce fait, Ciné+ Premier est renommée OCS, Ciné+ Famiz est renommée Ciné+ Family et Ciné+ Club est renommée Ciné+ Festival, les autres chaînes conservent leur nom. Les chaînes du bouquet sont dotées d'une nouvelle identité graphique et sonore.

## Ciné+ Belgique
Depuis 2016, trois chaînes éditées par Canal+ pour le marché belge sont disponibles : Ciné+ Premier, Ciné+ Frisson et Ciné+ Classic. À noter la programmation spécifique de ces trois chaînes belges. Pour l'accès aux chaînes Ciné+, un abonnement BeTV est nécessaire[réf. nécessaire].

## Identité graphique

Logo du bouquet CinéCinémas du 7 janvier 1991 au 3 septembre 1998.
Logo du bouquet CineCinemas du 3 septembre 1998 au 14 septembre 2002.
Logo du bouquet CinéCinéma du 15 septembre 2002 au 30 septembre 2008.
Logo du bouquet Ciné+ du 17 mai 2011 à 2021.
Logo du bouquet Ciné+ de 2021 au 3 juillet 2024.
Logo de Ciné+ OCS depuis le 3 juillet 2024.

Voir histoire et logo détaillé des chaînes actuelle et disparus ci - dessous

## Offre et chaînes disparues

### OCS
Le 7 janvier 1991[source insuffisante], Ellipse Câble lance sur le câble et Canalsatellite en 1992 deux chaînes payantes consacrées au cinéma, CinéCinémas, qui s'intéresse au cinéma récent et dont l'abonnement mensuel est de 66 francs français et CinéCinéfil consacrée aux classiques du cinéma des années 1930 à 1960, dont l'abonnement mensuel est de 46 francs. Les films sont récents et diffusés en seconde exclusivité à la télévision (après Canal+, mais avant les chaînes nationales gratuites) et bien souvent en version originale et sous-titrés en français. Elle cible en priorité tous les amoureux du cinéma. Chaque jour, des documentaires sur le cinéma et des portraits d'acteurs complètent l'offre de films.
Deux déclinaisons de la chaîne sont créées par MultiThématiques le 27 avril 1996, nommées CinéCinémas Prime et CinéCinémas Seconde. Ce bouquet cinéma est reformaté le 3 septembre 1998 et CinéCinémas devient CineCinemas 1.
Sa convention de diffusion avec le CSA est modifiée le 17 novembre 2001. La chaîne est disponible en haute définition depuis 2007. Cette chaîne diffuse principalement des films récents.
Le 3 juillet 2024, rachetée par le groupe Canal+, OCS fusionne avec Ciné+ Premier, elle est renommée OCS.

Logo du 7 janvier 1991 au 3 septembre 1998.
Logo du 3 septembre 1998 au 14 septembre 2002.
Logo du 14 septembre 2002 au 30 septembre 2008.
Logo du 1er octobre 2008 au 17 mai 2011.
Logo du 17 mai 2011 au 3 juillet 2024
Logo d'OCS depuis le 3 juillet 2024.

### Ciné+ Frisson
Le 27 avril 1996, Canalsatellite passe au mode de diffusion numérique, ce qui permet de multiplier les canaux de diffusion. MultiThématiques créé alors deux déclinaisons de sa chaîne CinéCinémas nommées CinéCinémas Prime et CinéCinémas Seconde.
Le bouquet cinéma est reformaté le 3 septembre 1998 et CinéCinémas Seconde devient CineCinemas 3.
Dans le cadre des synergies réalisées à la suite de la fusion des bouquets satellites Canalsat et TPS, CinéCinéma Frisson absorbe et remplace, le 21 mars 2007, sur les deux bouquets, sa concurrente TPS Cinextrême, lancée en 2003[réf. nécessaire].
En 2011, elle est renommée Ciné+ Frisson et conserve son nom le 3 juillet 2024, à l'exception du logo et de l'habillage antenne.
La chaîne est disponible en haute définition depuis 2012.
Le thème de cette chaîne cinéma est basé sur les films d'horreur, d'action, des œuvres fantastiques et de suspense. Elle diffuse aussi des films érotiques et pornographiques après minuit pour les adultes avertis ainsi que quelques séries télévisées comme American Horror Story ou In the Flesh.

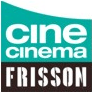
Logo du 14 septembre 2002 au 30 septembre 2008.
Logo du 1er octobre 2008 au 17 mai 2011.
Logo du 17 mai 2011 au 3 juillet 2024.
Logo de Ciné+ Frisson depuis le 3 juillet 2024.

### Ciné+ Émotion
Le 27 avril 1996, Canalsatellite passe au mode de diffusion numérique, ce qui permet de multiplier les canaux de diffusion. MultiThématiques créé alors deux déclinaisons de sa chaîne CinéCinémas nommées CinéCinémas Prime et CinéCinémas Seconde.
Le bouquet cinéma est reformaté le 3 septembre 1998 et CinéCinémas Prime devient CineCinemas 2.
Après avoir été renommée CinéCinéma Émotion en 2002, elle a été renommée Ciné+ Émotion en 2011. Le 3 juillet 2024, elle conserve son nom. Seuls le logo et l'habillage antenne changent.
La chaîne est disponible en haute définition depuis 2012.
Le thème de cette chaîne cinéma est principalement consacré aux films d'amour et d'émotion.

Logo du 27 avril 1996 au 3 septembre 1998.
Logo du 3 septembre 1998 au 7 septembre 2002.
Logo du 14 septembre 2002 au 30 septembre 2008.
Logo du 1er octobre 2008 au 17 mai 2011.
Logo du 17 mai 2011 au 3 juillet 2024.
Logo de Ciné+ Émotion depuis le 3 juillet 2024.

### Ciné+ Family
Le 15 septembre 2002, CinéCinéma, le bouquet cinéma de MultiThématiques, est remodelé et trois nouvelles chaînes voient le jour dont CinéCinéma Succès. Celle-ci est dédiée au grand cinéma, avec des films aux phrases et scènes cultes avec Denis Parent, spécialiste du cinéma.
Le 28 août 2004, la chaîne est remplacée par CinéCinéma Famiz ayant une programmation familiale.
Le 21 mars 2007, à la suite de la fusion des bouquets TPS et Canalsat, la chaîne TPS Cinéfamily est absorbée et remplacée par CinéCinéma Famiz.
En 2011, elle est renommée Ciné+ Famiz.
Le 3 juillet 2024, elle est renommée Ciné+ Family.

Logo du 14 septembre 2002 au 28 août 2004.
Logo du 28 août 2004 au 30 septembre 2008.
Logo du 1er octobre 2008 au 17 mai 2011.
Logo du 17 mai 2011 au 3 juillet 2024.
Logo de Ciné+ Family depuis le 3 juillet 2024.

### Ciné+ Festival
Cinéfaz est créée le 23 août 1999 et devient la 4e chaîne du bouquet cinéma de TPS. À sa création, elle est diffusée de 6 heures à minuit et possède un partenariat avec Metro-Goldwyn-Mayer. Par la suite, elle sera diffusée de 8 heures à 4 heures et enfin une diffusion entière.
Lors de la création du bouquet TPS Premium le 1er septembre 2003, Cinéfaz devient TPS Cinéculte.
Le 15 septembre 2002, CinéCinéma, le bouquet cinéma de MultiThématiques est remodelé et trois nouvelles chaînes voient le jour dont CinéCinéma Auteur,.
À la suite de la fusion des bouquets TPS et de Canalsat le 21 mars 2007, TPS Cinéculte est intégrée à la chaîne CinéCinéma Auteur, renommée CinéCinéma Culte pour l'occasion[réf. nécessaire].
Cependant, le 1er octobre 2008, lorsque le bouquet cinéma renouvelle son habillage, son nom est à nouveau modifié pour devenir Cinécinéma Club.
En 2011, elle est renommée Ciné+ Club.
Cette chaîne diffuse principalement des programmes destinés aux cinéphiles et aux amoureux du cinéma, des films d'auteur et de patrimoine cinématographique mondial.
Le 3 juillet 2024, elle est renommée Ciné+ Festival.

Logo du 14 septembre 2002 au 21 mars 2007.
Logo du 21 mars 2007 au 30 septembre 2008.
Logo du 1er octobre 2008 au 17 mai 2011.
Logo de Ciné+ Club du 17 mai 2011 au 3 juillet 2024.
Logo de Ciné+ Festival depuis le 3 juillet 2024.

### Ciné+ Classic
Le 7 janvier 1991, Ellipse Câble lance sur le câble et Canalsatellite deux chaînes payantes consacrées au cinéma, CinéCinémas, qui s'intéresse au cinéma récent et dont l'abonnement mensuel est de 66 francs français et CinéCinéfil consacrée aux classiques du cinéma des années 1930 à 1960, dont l'abonnement mensuel est de 46 francs. Les films sont tous diffusés en noir et blanc et bien souvent en version originale et sous-titrés en français. Elle cible en priorité les cinéphiles et tous les amoureux du cinéma rétro. Chaque jour, des bulletins d'actualités de l'époque, des documentaires sur l'histoire du cinéma et des portraits d'acteurs complètent l'offre de films.
La chaîne change de nom le 3 septembre 1998 pour prendre celui de ses déclinaisons européennes, Ciné Classics. Sa convention de diffusion avec le CSA est modifiée le 17 novembre 2001 et prévoit la possibilité pour la chaîne de diffuser des films en couleur.
Dans le cadre des synergies réalisées à la suite de la fusion des bouquets satellites Canalsat et TPS, CinéCinéma Classic absorbe et remplace le 21 mars 2007 sur les deux bouquets sa concurrente TPS Cinétoile, lancée en 1997[réf. nécessaire].
Le 3 juillet 2024, la chaîne garde le nom de Ciné+ Classic, seuls le logo et l'habillage antenne changent.
Cette chaîne diffuse principalement des vieux films classiques allant des années 1930 aux années 1970, voire aux années 1980 et ce, quelle que soit la nationalité du film diffusé.

Logo du 7 janvier 1991 au 3 septembre 1998.
Logo de 3 septembre 1998 au 14 septembre 2002.
Logo de CinéCinéma Classic du 14 septembre 2002 au 30 septembre 2008
Logo de CinéCinéma Classic du 1er septembre 2008 au 17 mai 2011.
Logo de Ciné+ Classic du 17 mai 2011 au 3 juillet 2024.
Logo de Ciné+ Classic depuis le 3 juillet 2024.

### Ciné+ à la demande
Ciné+ à la demande est un service proposé par le bouquet pour regarder les programmes en rattrapage et bonus.
Il comprend également 7 chaînes uniquement diffusée sur ce support et sur MyCanal :
- Ciné+ Western et Ciné+ Horreur, lancées depuis le 14 et 21 septembre 2018
- Ciné+ UK devenue Ciné+ British, depuis le 7 septembre 2018
- Ciné+ de Quartier, créée depuis le 8 octobre 2018
- Ciné+ Crime, depuis le 3 septembre 2018
- Ciné+ Comédie, depuis le 23 novembre 2018[11].
- Ciné+ 80's, depuis le 22 juin 2019

### Chaînes disparues

#### Ciné+ Star
Cinéstar 1 est lancée par TPS le 12 janvier 1997, diffusant de 6 heures à minuit. Lors de la création du bouquet TPS Premium le 1er septembre 2003, Cinéstar 1 devient TPS Cinéstar.
Le 21 mars 2007, à la suite de la fusion des bouquets TPS et Canalsat, la chaîne TPS Cinéstar est renommée CinéCinéma Star. Le 17 mai 2011, le bouquet modifie son nom pour rajouter un lien avec la chaîne mère du groupe, Canal+ donc CinéCinéma Star devient Ciné+ Star.
Ciné+ Star cesse d'émettre le 30 août 2013 en France. En 2008, les principaux studios US signent les droits de cinema et sont repris par Orange qui crée la chaine Orange Cinema Série. Elle est cependant toujours diffusée en Afrique et fait partie du bouquet payant terrestre en Afrique EasyTV, du groupe Canal+.

Logo du 12 janvier 1997 au 18 septembre 2001.
Logo du 19 septembre 2001 au 31 août 2003.
Logo du 1er septembre 2003 au 21 mars 2007.
Logo du 21 mars 2007 au 30 septembre 2008.
Logo du 1er octobre 2008 au 17 mai 2011.
Logo du 17 mai 2011 au 30 août 2013.

#### CinéCinéma Info

Le 16 avril 2002, Ciné Info (créée en mai 2000) et AlloCiné Télévision (créée en septembre 2000) fusionnent pour donner naissance à AlloCiné Info. Cependant, la chaîne reprend le nom Ciné Info quelques mois plus tard.
La chaîne Ciné Info est renommée en janvier 2004 en CinéCinéma Info.
La chaîne est supprimée en octobre 2006. Le service revient en 2011 sous le nom AlloCiné TV mais faute d'audience[réf. nécessaire], la chaîne cesse sa diffusion en 2012.

## Organisation

### Dirigeants
Présidents-Directeurs généraux :
- Michel Thoulouze : 24/09/1988 - 29/01/2001
- Pierre Lescure : 29/01/2001 - 07/2002
- Michel Denisot : 07/2002 - 2004

Directeurs généraux délégués :
- Bruno Thibaudeau : 29/01/2001 - 03/2005

### Capital
Ciné+ OCS est éditée par MultiThématiques SA, filiale à 100 % de Canal+ France, elle-même filiale à 80 % du Groupe Canal+, contrôlé par le groupe Bolloré.

### Siège
Le premier siège de Ciné+ se situe chez son éditeur, Ellipse Câble, dans l'immeuble Quai Ouest implanté au 42 quai du Point-du-Jour à Boulogne-Billancourt dans les Hauts-de-Seine. Le siège actuel de la chaîne est situé dans les locaux du Groupe Canal+ dédiés à MultiThématiques à l'Espace Eiffel au 1, place du Spectacle à Issy-les-Moulineaux dans les Hauts-de-Seine.

## Diffusion
À l'origine, les chaînes sont diffusées en exclusivité sur les bouquets Canalsat et Numericable. À la suite de l'annulation de la fusion entre Canalsat et TPS, le Groupe Canal+ a été contraint d'ouvrir la diffusion de ses chaînes aux opérateurs ADSL/fibre. Ainsi, l'ensemble des chaînes Ciné+ est disponible chez Orange, Free, SFR et Bouygues. Les six chaînes Ciné+ sont aussi disponibles en OTT sur Molotov depuis le 7 décembre 2016.